# Ernest Howard Shepard
Ernest Howard Shepard (født 10. december 1879 i London, død 24. marts 1976) var en britisk billedkunstner og bogillustrator. Han blev særlig kendt for illustrationerne til børnebøgerne Vinden i Piletræerne af Kenneth Grahame og Peter Plys af A.A. Milne.
E. H. Shepards varme og humørfyldte pennetegninger og hans menneskelignende dyreskikkelser lagde blandt andet grundlaget for Disneys visuelle fremstilling af Peter Plys og hans venner. Shepards illustrationer er i dag lige så klassiske som bøgerne.
E. H. Shepard tegnede også blandt andet karikaturer og vittighedstegninger for vittighedsbladet Punch fra 1907 til 1953. Shepard skrev desuden to selvbiografier, Drawn from Memory (1957) og Drawn From Life (1962).